# Campionati del mondo di ciclismo urbano - Cross country eliminator femminile
Il cross country eliminator femminile è una delle prove inserite nel programma dei campionati del mondo di mountain bike eliminator.
Inizialmente incluso nei campionati del mondo di mountain bike, si svolse all'interno di questa rassegna dall'edizione 2012 all'edizione 2016. Dal 2017 al 2018 è stato incluso nel programma dei campionati del mondo di ciclismo urbano, mentre dal 2019 è incluso in una specifica rassegna mondiale.

## Edizioni
| Anno | Nazione   | Città                 |
| ---- | --------- | --------------------- |
| 2012 | Austria   | Leogang e Saalfelden  |
| 2013 | Sudafrica | Pietermaritzburg      |
| 2014 | Norvegia  | Hafjell e Lillehammer |
| 2015 | Andorra   | Vallnord              |
| 2016 | Rep. Ceca | Nové Město na Moravě  |
| 2017 | Cina      | Chengdu               |
| 2018 | Cina      | Chengdu               |
| 2019 | Belgio    | Waregem               |
| 2020 | Belgio    | Lovanio               |
| 2021 | Austria   | Graz                  |
| 2022 | Spagna    | Barcellona            |

## Albo d'oro
Aggiornato all'edizione 2021.
| Anno | Vincitrice         | Seconda             | Terza                 |
| ---- | ------------------ | ------------------- | --------------------- |
| 2012 | Alexandra Engen    | Jolanda Neff        | Aleksandra Dawidowicz |
| 2013 | Alexandra Engen    | Jolanda Neff        | Linda Indergand       |
| 2014 | Kathrin Stirnemann | Linda Indergand     | Ingrid Boe Jacobsen   |
| 2015 | Linda Indergand    | Ingrid Boe Jacobsen | Kathrin Stirnemann    |
| 2016 | Linda Indergand    | Kathrin Stirnemann  | Ramona Forchini       |
| 2017 | Kathrin Stirnemann | Ella Holmegard      | Perrine Clauzel       |
| 2018 | Coline Clauzure    | Iryna Popova        | Marion Fromberger     |
| 2019 | Gaia Tormena       | Isaure Medde        | Coline Clauzure       |
| 2020 | Isaure Medde       | Gaia Tormena        | Fem van Empel         |
| 2021 | Gaia Tormena       | Noémie Garnier      | Iryna Popova          |

## Medagliere
| Pos.   | Nazione     | Oro | Argento | Bronzo | Totale |
| ------ | ----------- | --- | ------- | ------ | ------ |
| 1      | Svizzera    | 4   | 4       | 3      | 11     |
| 2      | Francia     | 2   | 2       | 2      | 6      |
| 3      | Italia      | 2   | 1       | 0      | 3      |
| 3      | Svezia      | 2   | 1       | 0      | 3      |
| 5      | Norvegia    | 0   | 1       | 1      | 2      |
| 5      | Ucraina     | 0   | 1       | 1      | 2      |
| 7      | Polonia     | 0   | 0       | 1      | 1      |
| 7      | Germania    | 0   | 0       | 1      | 1      |
| 7      | Paesi Bassi | 0   | 0       | 1      | 1      |
| Totale | Totale      | 10  | 10      | 10     | 30     |

| Pos. | Atleta              | Oro | Argento | Bronzo | Totale |
| ---- | ------------------- | --- | ------- | ------ | ------ |
| 1    | Linda Indergand     | 2   | 1       | 1      | 4      |
| 1    | Kathrin Stirnemann  | 2   | 1       | 1      | 4      |
| 3    | Gaia Tormena        | 2   | 1       | 0      | 3      |
| 4    | Alexandra Engen     | 2   | 0       | 0      | 2      |
| 5    | Isaure Medde        | 1   | 1       | 0      | 2      |
| 6    | Coline Clauzure     | 1   | 0       | 1      | 2      |
| 7    | Jolanda Neff        | 0   | 2       | 0      | 2      |
| 8    | Ingrid Boe Jacobsen | 0   | 1       | 1      | 2      |
| 8    | Iryna Popova        | 0   | 1       | 1      | 2      |
| 10   | Ella Holmegard      | 0   | 1       | 0      | 1      |
| 10   | Noémie Garnier      | 0   | 1       | 0      | 2      |